# Palazzo Matteucci (Pescia)
Palazzo Matteucci, noto anche come Palazzo Cardini o Palazzo Nucci, è un edificio storico di Pescia, sito in Via della Cattedrale.

## Storia e descrizione
Il palazzo fu frutto di una serie di interventi volti a unificare diversi edifici di origine medievale, tale operazione venne effettuata tra il XVII e il XVIII secolo dalla famiglia Orlandi-Cardini e successivamente dalla famiglia Nucci. Sulla facciata è presente una targa con su scritta Col tempo, motto della famiglia Orlandi-Cardini.
La struttura assieme al suo giardino seicentesco, occupa gran parte del quartiere posto a fianco del Duomo di Pescia.
Nel 1775, il Granduca di Toscana Pietro Leopoldo di Lorena aveva unito le cancellerie di Uzzano e Vellano; dopo vari trasferimenti, dal 1916 al 1980 gli uffici del comune di Uzzano furono ospitati all'interno dell'edificio. Ad oggi risulta essere proprietà privata.